# Liste der Bodendenkmale in Dunsum
In der Liste der Bodendenkmale in Dunsum sind die Bodendenkmale der Gemeinde Dunsum nach dem Stand der Bodendenkmalliste des Archäologischen Landesamts Schleswig-Holstein von 2016 aufgelistet.
| Denkmal-ID           | Befundart | Bezeichnung       | Zeitstellung  | Lage | Bemerkungen                                                  | Bild |
| -------------------- | --------- | ----------------- | ------------- | ---- | ------------------------------------------------------------ | ---- |
| aKD-ALSH-Nr. 001 195 | Siedlung  | Siedlung/Haus/Hof | Vorgeschichte |      | Siedlungshügel mit 115 m Länge, 70 m Breite und 2,5–3 m Höhe |      |